# Iglesia de San Jaime Apóstol (Gayanes)
La iglesia de San Jaime Apóstol se encuentra situada en la plaza Mayor número 8 de la localidad española de Gayanes (Alicante), Comunidad Valenciana.

## Descripción
La iglesia se construyó en el año 1526 sobre la antigua mezquita, que anteriormente había sido destruida. Se constituyó en parroquia en el año 1535, separándose de la de Cocentaina. Es una iglesia de reducidas dimensiones que sigue un estilo académico, muy usual en municipios pequeños de las comarcas del Condado de Cocentaina y la Hoya de Alcoy. Su revestimiento exterior es sencillo. 
La iglesia está presidida por un campanario de ladrillo y piedra con base de tres cuerpos y remate de dos. El campanario se alza exactamente en el mismo lugar en donde se encontraba el minarete de la antigua mezquita.
El interior es de estilo barroco y neoclásico y está ornamentado con exuberancia. Respecto al estilo neoclásico de la iglesia, el altar mayor data de 1848. No fue destruida durante la guerra civil española, por lo que se conserva toda su decoración original del siglo XIX.
La planta de la iglesia es de tipo rectangular con una única nave, sin crucero, con bóveda de cañón. En uno de los laterales se halla la capilla de la comunión, en donde se encuentra la imagen de la patrona de Gayanes, la Virgen de la Luz.
En la iglesia se conserva una reliquia del patrón de Gayanes, San Francisco de Paula. Desde esta iglesia parte una romería, durante las fiestas patronales, a la ermita con la imagen del patrón. Se realiza el domingo de fiestas, siendo un acto popular y emotivo.